# 20-я смешанная авиационная дивизия
 20-я сме́шанная авиацио́нная диви́зия  — авиационное воинское соединение Вооружённых сил СССР в Великой Отечественной войне.

## Наименования дивизии
Именуется как 20-я смешанная авиационная дивизия, встречаются также наименования дивизии как 20-я авиационная дивизия и 20-я истребительная авиационная дивизия.

## Формирование дивизии
20-я смешанная авиационная дивизия сформирована в августе 1940 года на основании Постановления СНК СССР на базе 43-й истребительной авиационной бригады ВВС Одесского военного округа. Управление дивизии находилось в Кишинёве.

## Переформирование дивизии
20-я смешанная авиационная дивизия 10 апреля 1942 года обращена на формирование Военно-воздушных сил 18-й армии.

## В действующей армии
В составе действующей армии:
- с 22 июня 1941 года по 10 апреля 1942 года.

## Командиры дивизии
| Звание                | Имя                           | Период                  | Примечание                                                                            |
| --------------------- | ----------------------------- | ----------------------- | ------------------------------------------------------------------------------------- |
| генерал-майор авиации | Осипенко Александр Степанович | 08.09.1940 — 02.04.1942 | назначен на должность заместителя командующего войсками ПВО по истребительной авиации |
| полковой комиссар     | Белюханов Иван Мартынович     | 02.04.1942 — 10.04.1942 |                                                                                       |

## В составе соединений и объединений
| Дата          | Фронт (округ)          | Армия               | ВВС армии     | Примечания |
| ------------- | ---------------------- | ------------------- | ------------- | ---------- |
| 28.08.1940 г. | Одесский военный округ | ВВС округа          | -             | -          |
| 22.06.1941 г. | Юго-Западный фронт     | 9-я отдельная армия | ВВС 9-й армии | -          |
| 25.06.1941 г. | Южный фронт            | 9-я отдельная армия | ВВС 9-й армии | -          |
| 01.01.1942 г. | Южный фронт            | ВВС фронта          |               | -          |
| 10.04.1942 г. | Южный фронт            | ВВС фронта          |               | -          |

## Состав дивизии
На 22 июня 1941 года
Управление — Кишинёв
4-й истребительный авиационный полк — Григориополь. Кишинёв
45-й скоростной бомбардировочный авиационный полк — Тирасполь, Гросулово
55-й истребительный авиационный полк — Бельцы, Семеновка
146-й истребительный авиационный полк — Теплица, Тарутино
211-й скоростной бомбардировочный авиационный полк — Котовск
В разное время
| Части                                             | Период                  | Примечание |
| ------------------------------------------------- | ----------------------- | --- |
| 45-й скоростной бомбардировочный авиационный полк | 28.08.1940 — 07.08.1941 | 54 СБ (4 неисправных), 5 Пе-2 (ещё не освоенных лётчиками), всего 27 экипажей. Вошёл в состав 15-й сад           |
| 4-й истребительный авиационный полк               | 28.08.1940 — 15.10.1941 | 60 МиГ-3 (7 неисправных) и 71 И-16 и И-153 (12), выведен с фронта на переформирование и переучивание в 22-й зиап |
| 55-й истребительный авиационный полк              | 28.08.1940 — 07.03.1942 | 62 МиГ-3 (подготовлено 22 лётчика) и 54 И-153 и И-16 (15 неисправных). Переименован в 16-й гв. иап               |
| 16-й гвардейский истребительный авиационный полк  | 07.03.1942 — 10.04.1942 | МиГ-3, передан в состав ВВС 18-й армии                                                                           |
| 146-й истребительный авиационный полк             | 28.08.1940 — 17.07.1941 | МиГ-3 и И-16, вошёл в состав Южной группы ВВС Юго-Западного фронта                                               |
| 211-й ближнебомбардировочный авиационный полк     | 20.07.1941 — 07.08.1941 | 18 Су-2 (6 неисправных), всего 56 боеготовых экипажей, вошёл в состав 15-й сад                                   |
| 170-й истребительный авиационный полк             | 30.08.1941 — 17.03.1942 | ЛаГГ-3, вошёл в состав ВВС 9-й армии                                                                             |
| 88-й истребительный авиационный полк              | 01.09.1941 — 07.03.1942 | И-16, вошёл в состав ВВС 56-й армии                                                                              |
| 131-й истребительный авиационный полк             | 01.09.1941 — 31.12.1941 | И-16, передал 8 И-16 в 88-й иап и убыл в тыл Южного фронта на доукомплектование и переучивание в 6-й оутап       |
| 149-й истребительный авиационный полк             | 05.03.1942 — 10.04.1942 | МиГ-3 и ЛаГГ-3, передан в состав ВВС 18-й армии                                                                  |

## Первые победы в воздушных боях
Первые известные победы в воздушных боях в Отечественной войне одержаны:
- 22 июня 1941 года командир 4-го иап полка майор Орлов В. Н., пилотируя МиГ-3, в воздушном бою севернее аэродрома Кишинев сбил румынский бомбардировщик «Бленхейм»;
- 22 июня 1941 года лётчик 55-го иап старший лейтенант Ивачев К. Ф., пилотируя МиГ-3, в воздушном бою в районе н. п. Унгены сбил немецкий истребитель Ме-109;
- 23 июня 1941 года лётчики 146-го иап в групповых воздушных боях над территорией Молдавии сбили, по разным источникам, от 4 до 6 самолётов противника.

## Участие в операциях и битвах
- Приграничные сражения в Молдавии[3] — с 22 июня 1941 года по 29 июня 1941 года.
- Тираспольско-Мелитопольская операция[3] — с 27 июля 1941 года по 28 сентября 1941 года.
- Уманская операция[3] — с 16 июля 1941 года по 7 августа 1941 года.
- Донбасско-Ростовская оборонительная операция[3] — с 29 сентября 1941 года по 16 ноября 1941 года.
- Ростовская наступательная операция (1941)[3] — с 17 ноября 1941 года по 2 декабря 1941 года.
- Барвенково-Лозовская операция[3] — с 18 января 1942 года по 31 января 1942 года.

## Присвоение гвардейских званий
55-й истребительный авиационный полк 7 марта 1942 года за образцовое выполнение боевых задач и проявленные при этом мужество и героизм приказом НКО СССР № 70 от 7 марта 1942 года преобразован в 16-й гвардейский истребительный авиационный полк.

## Отличившиеся воины
- Галкин Михаил Петрович, лейтенант, командир звена 4-го истребительного авиационного полка 20-й смешанной авиационной дивизии Военно-воздушных сил 9-й армии Южного фронта 27 марта 1942 года удостоен звания Герой Советского Союза. Золотая Звезда № 577.
- Гончаров Леонид Антонович, подполковник, командир 131-го истребительного авиационного полка 20-й смешанной авиационной дивизии Военно-воздушных сил 9-й армии Южного фронта 6 июня 1942 года удостоен звания Герой Советского Союза. Посмертно.
- Давидков Виктор Иосифович, капитан, заместитель командира 131-го истребительного авиационного полка 20-й смешанной авиационной дивизии Военно-воздушных сил 9-й армии Южного фронта 6 июня 1942 года удостоен звания Герой Советского Союза. Золотая Звезда № 850.
- Карманов Афанасий Георгиевич, капитан, командир эскадрильи 4-го истребительного авиационного полка 20-й смешанной авиационной дивизии Военно-воздушных сил 9-й армии Южного фронта 27 марта 1942 года удостоен звания Герой Советского Союза. Посмертно.
- Карпович Викентий Павлович, старший лейтенант, командир звена 16-го гвардейского истребительного авиационного полка 20-й смешанной авиационной дивизии Военно-воздушных сил 18-й армии Южного Фронта 6 июня 1942 года удостоен звания Герой Советского Союза. Золотая Звезда № 700.
- Морозов Анатолий Афанасьевич, старший лейтенант, командир звена 4-го истребительного авиационного полка 20-й смешанной авиационной дивизии Военно-воздушных сил 9-й армии Южного фронта 27 марта 1942 года удостоен звания Герой Советского Союза. Золотая Звезда № 671.
- Селиверстов Кузьма Егорович, лейтенант, командир звена 55-го истребительного авиационного полка 20-й смешанной авиационной дивизии Военно-воздушных сил 9-й армии Южного фронта 27 марта 1942 года удостоен звания Герой Советского Союза. Посмертно.

## Базирование
| Период                  | Аэродромы         |
| ----------------------- | ----------------- |
| 28.08.1940 — 22.06.1941 | Кишинёв, Молдавия |